# العلاقات البحرينية الإيرانية
العلاقات البحرينية الإيرانية هي العلاقات الثنائية التي تجمع بين البحرين وإيران.

## مقارنة بين البلدين
هذه مقارنة عامة ومرجعية للدولتين:
| وجه المقارنة                                              | البحرين       | إيران                    |
| --------------------------------------------------------- | ------------- | ------------------------ |
| المساحة (كم2)                                             | 765           | 1.65 مليون               |
| عدد السكان (نسمة)                                         | 1.49 مليون    | 79.97 مليون              |
| الكثافة السكانية (ن./كم²)                                 | 194.77 ألف    | 48.47                    |
| العاصمة                                                   | المنامة       | طهران                    |
| اللغة الرسمية                                             | اللغة العربية | لغة فارسية               |
| العملة                                                    | دينار بحريني  | ريال إيراني              |
| الناتج المحلي الإجمالي (بليون دولار)                      | 35.31 مليار   | 439.51 مليار             |
| الناتج المحلي الإجمالي (تعادل القوة الشرائية) بليون دولار | 64.16 مليار   | 1.36 تريليون             |
| الناتج المحلي الإجمالي الاسمي للفرد دولار أمريكي          | 22.60 ألف     |                          |
| الناتج المحلي الإجمالي للفرد دولار أمريكي                 | 45.50 ألف     |                          |
| مؤشر التنمية البشرية                                      | 0.824         | 0.766                    |
| رمز المكالمات الدولي                                      | +973          | +98                      |
| رمز الإنترنت                                              | .bh           | .ir،                     |
| المنطقة الزمنية                                           | ت ع م+03:00   | ت ع م+03:30، توقيت إيران |

## منظمات دولية مشتركة
يشترك البلدان في عضوية مجموعة من المنظمات الدولية، منها:
| علم المنظمة | اسم المنظمة                        | تاريخ انضمام البحرين | تاريخ انضمام إيران |
| ----------- | ---------------------------------- | -------------------- | ------------------ |
|             | يونسكو                             | 18 يناير 1972        | 6 سبتمبر 1948      |
|             | وكالة ضمان الاستثمار متعدد الأطراف | 12 أبريل 1988        | 15 ديسمبر 2003     |
|             | الأمم المتحدة                      | 21 سبتمبر 1971       | 24 أكتوبر 1945     |
|             | الفريق المعني برصد الأرض           | ?                    | ?                  |
|             | الاتحاد البريدي العالمي            | ?                    | ?                  |
|             | البنك الدولي للإنشاء والتعمير      | 15 سبتمبر 1972       | 29 ديسمبر 1945     |
|             | المنظمة الهيدروغرافية الدولية      | ?                    | ?                  |
|             | منظمة التعاون الإسلامي             | ?                    | ?                  |
|             | منظمة حظر الأسلحة الكيميائية       | ?                    | ?                  |
|             | مؤسسة التمويل الدولية              | 22 سبتمبر 1995       | 28 ديسمبر 1956     |
|             | منظمة الشرطة الجنائية الدولية      | ?                    | ?                  |

## أعلام
هذه قائمة لبعض الشخصيات التي تربطها علاقات بالبلدين:
- حسين أميرعبد اللهيان (1964 – )
- حسين جواد (ناشط بحريني، 10 ديسمبر 1987 – )
- حسين كريمي (سائق سيارة سباق بحريني، 15 ديسمبر 1983 – )
- حسين نجدي (مصرفي ماليزي، 1938 – 29 يوليو 2013)
- صلاح العباسي (20 يونيو 1971 – )
- عادل عباس عبد الله (لاعب كرة قدم بحريني، 27 سبتمبر 1985 – )
- عبد الحسين علي ميرزا
- عجم البحرين
- غادة جمشير
- فاطمة كراشي (سبّاحة بحرينية، 1988[19] – )
- كريم فخراوي (ناشر بحريني، 1962 – 12 أبريل 2011)
- لولوة العوضي (ناشطة بحرينية)
- هولة

## وصلات خارجية
- موقع وزارة الخارجية البحرينية
- موقع وزارة الخارجية الإيرانية